# Niterói
Niterói este un oraș în unitatea federativă Rio de Janeiro (RJ), Brazilia.

## Organizarea teritorială
Niterói este împărțit administrativ în 5 Regiões de Planejamento („Regiuni de Planificare”) și 52 de bairros (cartiere).
| Praias da Baía   |
| ---------------- |
| Bairro de Fátima |
| Boa Viagem       |
| Cachoeiras       |
| Centro           |
| Charitas         |
| Gragoatá         |
| Icaraí           |
| Ingá             |
| Jurujuba         |
| Morro do Estado  |
| Pé Pequeno       |
| Ponta d'Areia    |
| Santa Rosa       |
| São Domingos     |
| São Francisco    |
| Viradouro        |
| Vital Brazil     |

| Norte             |
| ----------------- |
| Baldeador         |
| Barreto           |
| Caramujo          |
| Cubango           |
| Engenhoca         |
| Fonseca           |
| Ilha da Conceição |
| Santa Bárbara     |
| Santana           |
| São Lourenço      |
| Tenente Jardim    |
| Viçoso Jardim     |

| Oceânica        |
| --------------- |
| Cafubá          |
| Camboinhas      |
| Engenho do Mato |
| Itacoatiara     |
| Itaipu          |
| Jacaré          |
| Jardim Imbuí    |
| Maravista       |
| Piratininga     |
| Santo Antônio   |
| Serra Grande    |

| Pendotiba        |
| ---------------- |
| Badu             |
| Cantagalo        |
| Ititioca         |
| Largo da Batalha |
| Maceió           |
| Maria Paula      |
| Matapaca         |
| Sapê             |
| Vila Progresso   |

| Leste            |
| ---------------- |
| Muriqui          |
| Rio do Ouro      |
| Várzea das Moças |

## Personalități născute aici
- Alex Rodrigo Dias da Costa (n. 1982), fotbalist.